# 長谷部宏
長谷部 宏（はせべ こう、コ―・ハセベ、1930年4月29日 - ）は日本の写真家。本名：長谷部 欣宏（はせべ よしひろ）。
東京都出身。1960年代から1990年代まで多くの洋楽ミュージシャンを撮影。日本人カメラマンとしては初めてビートルズを1965年に撮影している。

## 経歴
東京都墨田区にて出生。学生時代から、写真関連の仕事をしていた姉の夫の手伝いなどをしていた。周囲の勧めもあり、東京写真専門学校（現東京工芸大学）に進学する。
1951年に東京写真専門学校を卒業。近代映画社でカメラマンを務める。上原謙や原節子、美空ひばりや坂本九といった日本映画界、音楽界を代表するスターたちや、1954年2月に訪日したマリリン・モンローを撮影する。同時期に、音楽雑誌「ミュージック・ライフ」の依頼でポール・アンカやルイ・アームストロングといった洋楽ミュージシャンたちの撮影も行なった。
1964年に映画雑誌「スクリーン」の特派員として渡仏。フランス滞在中に新興楽譜出版社(現シンコーミュージック・エンタテイメント)の草野昌一とパリのカフェで偶然再会。その後「ミュージック・ライフ」にビートルズの撮影を依頼される。
「ミュージック・ライフ」編集長・星加ルミ子の単独取材に同行しアビー・ロード・スタジオにて日本人カメラマンとしては初めてビートルズを1965年6月15日に撮影。帰国して「ミュージック・ライフ」の専属カメラマンとして活躍。1966年のビートルズの日本公演と最終アメリカ公演にも同行し1968年まで毎年撮影。アメリカ公演取材中にテネシー州知事から、草野昌一と星加ルミ子とともに「テネシー州名誉市民証」を授与されている。
1990年代の終わりまでにビートルズ、ローリング・ストーンズ、クイーン、デュラン・デュラン、ブラーなど、主に海外のロック・ミュージシャンたちを撮影し続けた。

## 写真集
- 『小さな世界の大きな巨人たち―長谷部宏写真集』新興楽譜出版社　1975.
- 『ディープ・パープル写真集―写真と詩が交錯するディープ・パープルの世界 (ロック・アーティスト写真集〈1〉)』(宮坂恵子、山本安見共著)　新興楽譜出版社　1976.12
- 『ホワイトスネイク写真・詩集魂』(山本安見共著)　新興楽譜出版社　1981.1
- 『ROCK PIX 本田恭章(特大カラー・ポスター付)』　シンコー・ミュージック 1984.5
- 『ロック・ショット』 シンコー・ミュージック 1984.7
- 『メタル ショット―魂の乱舞Heavy metal warriors』　シンコー・ミュージック　1984.9
- 『(ムック)ザ・ビートルズ1965・1966・1967(シンコー・ミュージックMOOK 60) 』  シンコー・ミュージック　1998.12.10
- 『ロック50の肖像』  シンコー・ミュージック　1998.12.10
- 『長谷部宏写真集 THE BEATLES in MY LIFE(Shinko music mook)』  シンコー・ミュージック　2002.3.14
- 『フォト・ライブラリー・シリーズ クイーン』  シンコー・ミュージック　2008.9.30
- 『BON JOVI Unforgettable Days 』(デヴィッド・タン共著)  シンコーミュージック　2010.11.15
- 『ロックンロール・フォトグラフィティ 長谷部宏の仕事』(赤尾美香共著)  シンコーミュージック　2013.3.30
- 『ROCK STARS WILL ALWAYS LOVE JAPAN』　シンコーミュージック　2016.1.15[2]
- 『ROCK THE BEST 長谷部宏写真集』　シンコーミュージック　2019.3.30
- 『ROCK THE BEST 長谷部宏 写真集 PREMIUM EDITION』　シンコーミュージック　2021.4.28[7]